# Aurila floridana
Aurila floridana is een mosselkreeftjessoort uit de familie van de Hemicytheridae. De wetenschappelijke naam van de soort is voor het eerst geldig gepubliceerd in 1963 door Benson & Coleman.